# Hemiksem
Hemiksem (tên cũ Heymissen và Hemixem) là một đô thị ở tỉnh Antwerp. Thị trấn này chỉ gồm thị trấn Hemiksem proper. Tại thời điểm ngày 1 tháng 1 năm 2006, Hemiksem có dân số 9.663 người. Tổng diện tích là 5,44 km² với mật độ dân số là 1.777 người trên mỗi km².